# 安倍季巌
安倍 季巌（あべ すえよし、1904年5月6日 - 1986年3月18日）は、日本の雅楽師、日本芸術院会員。東京出身。

## 人物
孝昭天皇もしくは孝元天皇の子孫と伝えられる古代以来の宮廷雅楽師安倍家二十八代目。実父は石山基巌、早世した安倍氏第三庶流安倍季朝の後を継ぐ。他庶流の楽家断絶により本流となる。

## 職歴
- 1921年、宮内省雅楽練習所卒、宮内省式部職楽部楽師
- 1941年、神宮神部署雅楽講習所講師
- 1947年、宮内府技官
- 1949年、総理府技官（楽府式部職）
- 1954年、宮内庁式部職楽部楽長
- 1969年、日本芸術院会員

## 栄典
- 1936年、従七位
- 1939年、勲八等瑞宝章
- 1941年、正七位
- 1945年、勲七等瑞宝章
- 1974年、勲三等旭日中綬章

## 受賞
- 1928年、大礼記念章
- 1935年、満洲国皇帝記念章
- 1941年、紀元二千六百年記念章
- 1955年、芸能選奨文部大臣賞
- 1962年、日本芸術院賞

## 家族
子に宮内庁式部職楽部元楽長の安倍季昌。